# Eupithecia briseis
Eupithecia briseis är en fjärilsart som beskrevs av William Schaus 1913. Eupithecia briseis ingår i släktet Eupithecia och familjen mätare. Inga underarter finns listade i Catalogue of Life.